# 费利克斯·格罗莫夫
费利克斯·尼古拉耶维奇·格罗莫夫（俄语：Феликс Николаевич Громов，1937年8月29日—2021年1月22日），苏联及俄罗斯军事领导人，海军元帅，俄罗斯海军前总司令。

## 生平
1937年8月29日出生于符拉迪沃斯托克（海参崴）。1955年进入苏联海军服役。1959年毕业于马卡罗夫高等海军学校，编入太平洋舰队。历任主炮副队长、队长，大副、舰长等职。1977年毕业于格列奇科海军学院，任列宁格勒海军基地舰艇教导总队参谋长。1981年至1984年，历任太平洋舰队第8分舰队参谋长、司令。1984年10月，任北方舰队参谋长兼第一副司令。1986年毕业于苏联总参军事学院。1988年3月，任北方舰队司令。1992年3月任海军第一副司令，同年8月任海军总司令。1996年晋升海军元帅。1997年11月退役。2021年1月22日在莫斯科逝世。葬于联邦军人纪念公墓。